# Neophema petrophila
El periquito roquero (Neophema petrophila), también conocido como papagayo de las rocas, es un ave psitaciforme originaria de la costa de sur de Australia, sur de Australia Occidental, y las islas mar adentro de ese continente, incluyendo la Isla de Rottnest. 
Se trata de un pequeño loro, predominantemente de color verde oliva que se alimenta principalmente de semillas de hierba.

## Taxonomía
El Periquito roquero fue descrito por el ornitólogo John Gould en 1841, su nombre petrophila deriva del griego petros/πετρος 'rock' y philos/φιλος 'amoroso'.

## Descripción
El Periquito roquero tiene un tamaño de 22 cm de largo y predominantemente es de color oliva oscuro con una línea azul con banda frontal por encima de azul más claro. Los lorum y partes de las mejillas son de color azul pálido, esta es menos extensa en las hembras. El pecho es de colorgris oliva, y más apagados en las hembras, mientras que el abdomen y el ano son de color amarillo. Las alas son predominantemente de oliva con plumas de vuelo exteriores azules. El filo de la cola amarilla tiene matices de oliva y azul. El pico y las patas son de color gris oscuro y los ojos marrones. Los jóvenes son más apagados y carecen de las bandas frontales.

## Distribución y hábitat
Islas rocosas y zonas de dunas costeras son los hábitats preferidos para esta especie, que se encuentra en Robe, South Australia hacia el oeste a través de la costa del Sur y Australia Occidental hasta Bahía Shark.

## Comportamiento
El Periquito roquero come semillas de gramíneas, arbustos y plantas suculentas, como especies de Carpobrotus, en los hábitats costeros. Se puede abordar fácilmente mientras se alimentan.